# Memristor
Memristor là linh kiện bán dẫn hai cực thụ động phi tuyến, dựa trên thuyết liên quan đến điện tích và liên kết từ thông. Nó được nhà lý thuyết mạch Leon Chua đưa ra năm 1971, 
và được đặt tên theo ghép từ của "memory-resistor", nghĩa chữ là "điện trở bộ nhớ" .
Theo các mối quan hệ toán học đặc trưng, memristor vận hành giả thuyết theo cách sau: điện trở của memristor không phải là hằng số mà phụ thuộc vào lịch sử dòng điện chạy qua linh kiện, tức là điện trở hiện tại của nó phụ thuộc vào cách thức các điện tích đã chảy theo hướng nào trong quá khứ; linh kiện ghi nhớ lịch sử của nó - thuộc tính được gọi là không suy biến . Khi tắt nguồn điện, bộ nhớ ghi nhớ điện trở gần đây nhất cho đến khi nguồn nuôi được bật lại .
Năm 2008 một nhóm tại HP Labs tuyên bố đã tìm thấy memristor bị mất tích của Chua dựa trên phân tích một màng mỏng titan dioxide, nhờ đó kết nối hoạt động của các linh kiện ReRAM (Resistive random-access memory) với khái niệm memristor. Kết quả HP công bố trên tạp chí khoa học Nature . Theo tuyên bố này, Leon Chua đã lập luận rằng định nghĩa memristor có thể được khái quát hóa để bao quát tất cả các dạng của linh kiện bộ nhớ cố định (non-volatile) hai ngõ dựa trên hiệu ứng chuyển đổi điện trở . Chua cũng lập luận rằng memristor là phần tử mạch lâu đời nhất được biết đến, với các hiệu ứng của nó trước các điện trở, tụ điện và cuộn cảm . Dẫu vậy thì vẫn có một số nghi ngờ đáng kể về việc liệu một memristor chân thực có thực sự tồn tại trong thực tế vật lý hay không 
Ngoài ra, một số bằng chứng thực nghiệm mâu thuẫn với sự khái quát của Chua vì hiệu ứng pin nano phi-thụ động có thể quan sát được trong bộ nhớ chuyển đổi điện trở . Một thử nghiệm đơn giản đã được Pershin và Di Ventra đề xuất  để phân tích xem một memristor lý tưởng hay tổng quát như vậy có thực sự tồn tại hay là một khái niệm toán học thuần túy. Cho đến nay, dường như không có linh kiện chuyển mạch điện trở thực nghiệm (ReRAM) nào vượt qua được thử nghiệm .
Các linh kiện này được dành cho các ứng dụng trong bộ nhớ điện tử nano (nanoelectronic), logic máy tính và các kiến trúc máy tính neuromformic / neuromemristive . Vào năm 2013, CTO Hewlett-Packard là Martin Fink đã đề xuất rằng bộ nhớ memristor có thể có mặt trên thị trường vào đầu năm 2018 . Tháng 3 năm 2012, một nhóm các nhà nghiên cứu từ Phòng thí nghiệm HRL (HRL Laboratories) và Đại học Michigan công bố mảng memristor hoạt động đầu tiên được xây dựng trên một chip CMOS .